# Technika dwie stopy w drzwiach
Dwie stopy w drzwiach – technika wywierania wpływu na ludzi z dziedziny psychologii społecznej. Polega ona na przedstawieniu dwóch małych próśb, by następnie zgłosić właściwe żądanie.
Pierwsza z próśb jest łatwa do spełnienia, druga trochę trudniejsza. Można oczekiwać, że osoba manipulowana, stosunkowo łatwo wyrazi zgodę na pierwszą, a następnie na kolejną prośbę. Koszty spełnienia małych próśb są na tyle niewielkie, że osoba proszona łatwo się zgadza. Jest to jedynie etap przygotowujący do zgłoszenia właściwej prośby. Po akceptacji dwóch małych próśb, rośnie szansa, że osoba manipulowana zgodzi się na właściwą prośbę.
Skuteczność techniki „dwie stopy w drzwi” można wyjaśnić mechanizmem zaangażowania i konsekwencji. Zaangażowanie pojawia się podczas samego wyrażania zgody i późniejszego wykonywania aktywności. Z tym powiązana jest również potrzeba przekonania o racjonalności własnego działania. Ludzie próbują uzasadnić swoje decyzje i najczęściej znajdują takie uzasadnienie. Dodatkowo chcą być konsekwentni i nie lubią zmieniać raz obranego stanowiska. Zgoda na pierwszą, następnie na drugą prośbę, wyznacza prawdopodobny kierunek dalszego postępowania. Technika „dwie stopy w drzwi” jest bardziej zaawansowana, ale bazuje na tych samych mechanizmach co technika „stopa w drzwi”. Jednakże dłuższy etap przygotowawczy oraz narastający stopień trudności próśb, wzmacnia siłę wywierania wpływu. W efekcie technika „dwie stopy w drzwi” ma większą siłę oddziaływania na osobę manipulowaną od techniki „stopa w drzwi”.

## Praktyczne wykorzystanie techniki „dwie stopy w drzwi”
Technika „dwie stopy w drzwi” znajduje bardzo szerokie zastosowanie w życiu społecznym, politycznym i gospodarczym. Przykładem mogą być profesjonalni sprzedawcy, którzy podczas pierwszej rozmowy telefonicznej z nowym klientem, dążą jedynie do umówienia spotkania. Na tym etapie stosują bezinwazyjne techniki manipulacji, unikając wywierania presji. Sprzedawcy wiedzą, że pierwsza prośba powinna być łatwa do spełnienia. Podczas spotkania z klientem, sprzedawcy przedstawią kolejną, ale nadal niewielką prośbę (np. wspólne przetestowanie produktu). Ich celem jest zaangażowanie klienta w bezpiecznych dla niego warunkach. Gdy klienci są wystarczająco zaangażowani i gotowi do poruszania się w wytyczonym przez sprzedawcę kierunku, składają mu właściwą propozycję współpracy. Z kolei w polityce, technika „dwie stopy w drzwi” może być wykorzystywana w kampaniach wyborczych, podczas których wyborcy angażowani są do wykonywania łatwych do wykonania działań (np. pojawieniu się na spotkaniu przedwyborczym). Właśnie te łatwe do wykonania działania stanowią przygotowanie do przedstawienia im właściwej prośby, jaką jest oddanie głosu na kandydata.